# За рулём
«За рулём» — советский и российский русскоязычный журнал об автомобилях и автомобилестроении. Издаётся раз в месяц. До 1989 года был единственным в СССР периодическим изданием на автомобильную тематику, рассчитанным на широкий круг читателей. К концу 1980-х тираж журнала достигал 4,85 млн экземпляров.

## История
Журнал «За рулём» был основан 23 февраля 1928 года как общественно-литературный научно-популярный иллюстрированный журнал по инициативе журналиста М. Е. Кольцова. Первый номер ежемесячника добровольного общества «Автодор» вышел в апреле того же года.
Цитата из первого номера:
Мы рассчитываем, что нашими читателями будут не только узкие круги специалистов, но самые широкие массы трудящихся, впервые знакомящиеся с идеями автомобилизации. Наш журнал является первым и пока единственным опытом издания массового популярного журнала, посвященного автомобилям и дорогам
Во время Великой Отечественной войны и до 1956 года журнал не выпускался. В дальнейшем, издавался как ежемесячный научно-популярный журнал ДОСААФ СССР, посвященный автомобильному транспорту, автомобильной технике и автомобильному спорту.
В 1972 году тираж журнала составлял 2,1 млн. экземпляров. В 1978 году журнал был награждён орденом Трудового Красного Знамени.
Во времена СССР журнал представлял собой 30-листовую тетрадку из простой матовой бумаги. В 1995 году количество страниц начало увеличиваться (в основном, за счёт рекламы), бумага стала более качественной.
В оформлении журнала принимали участие художники: Борис Ефимов и Александр Захаров (1977—1990). С 1977 по 1990 год на последней странице журнала размещались рисунки высочайшей степени реалистичности Александра Захарова в рамках исторической серии «Из коллекции „За рулём“». Они оказали существенное влияние на автомобильную культуру СССР.
С 1978 по 1994 и с 2006 по 2018 год журнал проводил «Гонку звёзд», главным призом которой была «Бронзовая шина». Гостями соревнований неоднократно становились звёзды мирового автоспорта, 9-кратный чемпион мира по ралли Себастьен Лёб, пилоты Формулы-1: Дэвид Култхард, Жером д’Амброзио, Виталий Петров, Ромен Грожан, Нельсон Пике (младший), Пьер Гасли, Шарль Пик, а также чемпионы мира Ален Прост и Кими Райкконен.
В 1994 года издательство «За рулём» начало проводить Гран-при с целью выявить среди новинок года лучшую и наиболее совершенную.
В мае 2008 года, проведя масштабный ребрендинг, журнал стал использовать новый логотип, в связи с тем что прежний стиль написания названия журнала, использовавшийся с 1970-х годов, морально устарел.
В августе 2009 года издательство создало новый сайт, который агрегатирует в себе материалы журнала «За рулём», газеты «За рулём», журнала «Купи авто», журнала «Мото», журнала «Рейс». Кроме того, на сайте есть собственная редакция, выпускающая уникальный контент.
В январе 2010 года новым главным редактором был назначен Антон Чуйкин, сменивший на этом посту Петра Меньших.
С осени 2011 года на сайте www.zr.ru стал доступен архив всех номеров журналов «За рулём», начиная с 1928 года.
Осенью 2014 года главным редактором стал бывший сотрудник газеты «Авторевю» Максим Кадаков.

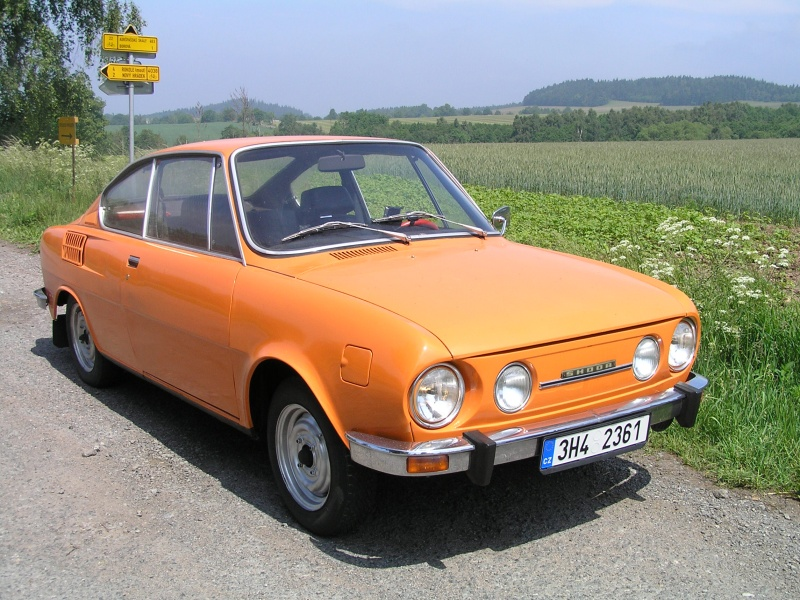
Škoda 110 R — первое спорт-купе, оказавшееся на длительном тест-драйве журнала «За рулём»